# Szwajcaria na Zimowych Igrzyskach Paraolimpijskich 2010
Reprezentacja Szwajcarii na Zimowe Igrzyska Paraolimpijskie 2010 liczyła 15 reprezentantów w narciarstwie alpejskim, biegach narciarskich, biathlonie i  w curlingu.

## Kadra

### Narciarstwo alpejskie

#### Mężczyźni
- Michael Brugger
- Micha Josi
- Christoph Kunz
- Thomas Pfyl
- Hans Pleish

#### Kobiety
- Nadja Baumgartner
- Karin Fasel
- Anita Fuhrer

### Curling na wózkach
- Turniej drużyn mieszanych: 7. miejsce
  - Martin Bieri, Manfred Bolliger, Claudia Huettenmoser, Anton Kehrli, Daniel Meyer

### Biathlon

#### Mężczyźni
- Bruno Huber

### Biegi narciarskie

#### Mężczyźni
- Bruno Huber

#### Kobiety
- Chiara Devittori-Valnegri